# Chanaleilles
Chanaleilles település Franciaországban, Haute-Loire megyében. Lakosainak száma 173 fő (2022. január 1.). Chanaleilles Lajo, Thoras, Esplantas-Vazeilles, Saint-Paul-le-Froid, Sainte-Eulalie, Le Malzieu-Forain és Grèzes községekkel határos.

## Népesség
A település népességének változása:
| Lakosok száma | 395  | 330  | 268  | 214  | 189  | 186  | 181  | 176  | 173  | 173  |
|               | 1968 | 1982 | 1990 | 2006 | 2013 | 2015 | 2017 | 2019 | 2020 | 2022 |